# Ousmane Sonko
Ousmane Sonko (nascido em 15 de julho de 1974) é um político senegalês, ex-inspetor-chefe fiscal no Senegal e defensor da reforma do sistema tributário senegalês. Desde 2024, é o atual primeiro-ministro do Senegal. Foi deputado da Assembleia Nacional de 2017 a 2022 e prefeito da cidade de Ziguinchor entre 2022 e 2024. É presidente do partido Patriotas Africanos do Senegal para o Trabalho, a Ética e a Fraternidade (PASTEF).  Sonko foi o candidato mais jovem a concorrer nas eleições presidenciais de 2019, quando desafiou o presidente em exercício, Macky Sall. Sonko é visto por muitos como um líder da oposição em ascensão na política senegalesa para Macky Sall.
Em fevereiro de 2021, foi acusado de estupro e ameaças de morte com uma arma por uma jovem, Adji Sarr, funcionária de um salão de beleza que frequenta, acusação que ele rejeita como uma "tentativa de liquidação política"  liderada pelo campo presidencial. Após a denúncia, a Assembleia Nacional retirou sua imunidade. No início de março, foi testemunhar perante o juiz com vários seguidores e foi preso em 3 de março. Sua prisão provocou confrontos violentos entre seus partidários e a polícia durante grandes manifestações. Foi libertado a 8 de março, mas o processo prosseguiu.
Em 1 de junho de 2023, foi absolvido das acusações de estupro e ameaças de morte, mas condenado a 2 anos de prisão por “corrupção de menor”.